# Melting pot: castellers indis, govindes catalans
Melting pot: castellers indis, govindes catalans és un documental dirigit per Marta Saleta, estrenat el juliol de 2014: rodat durant el viatge dels Castellers de Sants a Maharashtra en 2013 per a participar en la festa dels govindes,
els Borinots varen conèixer el Sarvajanil Golulashtami Mandal, la colla castellera més antiga de Thana, i compartiren experiències amb alguns dels seus membres.
El títol en anglès, melting pot, fa referència al gresol de cultures en l'intercanvi d'ambdues tradicions i a l'olla handi que protagonitza la festa del Gokulashtami; el 2011, els realitzadors Cano Rojas i Ram Devineni també presentaren els paral·lelismes entre castells i mandalas en un altre documental, The Human Tower.
Dos-cents vint-i-vuit micromecenes finançaren la postproducció del documental per mitjà de la plataforma Verkami, en la qual recaptaren vuit mil dos-cents vint euros a canvi de recompenses. El projecte també va rebre un ajut de l'Ajuntament de Barcelona i del Departament de Cultura de la Generalitat de Catalunya.
El film s'estrenà el 6 de juliol de 2014 en sessió doble al CaixaForum amb entrada gratuïta;
el mateix any, es va programar el 15 de setembre dins de les Festes de Santa Tecla de Tarragona; el 24 de setembre al Museu d'Art Contemporani de Barcelona en el Festival Àsia, per la Mercè; i, dins el programa Barcelona Intercultural de l'Espai Avinyó, el 15 de novembre, a la Filmoteca Nacional de Catalunya.
Més tard, Melting pot fou seleccionat per festivals de l'Aragó, Croàcia, Eslovènia, Macedònia i Qatar; a més, va ser la projecció inaugural de la Mostra de Cinema Etnogràfic de Catalunya.
La cadena de notícies panaràbiga Al-Jazeera s'interessà pels drets d'emissió per a tres anys; l'any 2016, Canal 33 n'emeté una versió abreujada a cinquanta-dos minuts —l'original, de setanta, no s'adaptava a l'horari televisiu— junt amb un altre documental casteller sobre els Xiquets de Hangzhou, El jardí de les flors del presseguer.